# Бърдарите
Бърдарите е село в Северна България. То се намира в община Трявна, Габровска област.
Към 1934 г. селото има 77 жители. Населението му към 2011 г. е 1 човек. Влиза в землището на с. Черновръх.